# Рванцев Федір Зіновійович
Федір Зіновійович Рванцев (2 жовтня 1902, село Флорищі Покровського повіту Владимирської губернії, тепер Кольчугінського району Івановської області, Російська Федерація — 1967, Москва) — радянський партійний діяч, 1-й секретар Східно-Казахстанського обласного комітету КП(б) Казахстану, 1-й секретар Єнакіївського міського комітету КП(б)У. Депутат Верховної Ради СРСР 1-го скликань (1941—1946).

## Життєпис
Народився в родині селянина-середняка. У 1912 році закінчив сільську школу в селі Флорищах.
У лютому 1918 — жовтні 1919 року — учень кравця інтендантської швейної фабрики в Москві. У 1919 році вступив до комсомолу.
У жовтні 1919 — червні 1921 року — червоноармієць штабу військ Всеросійської надзвичайної комісії (ВЧК) у Москві.
У червні 1921 — травні 1922 року — продовольчий інспектор заготівельної контори в місті Барабінську Новоніколаєвської губернії.
У травні 1922 — квітні 1924 року — завідувач відділу культурно-просвітницької роботи Кольчугінського повітового комітету комсомолу; завідувач Кольчугінського повітового фінансового відділу Іваново-Вознесенської губернії.
У квітні 1924 — серпні 1925 року — червоноармієць 1-го конвойного полку ДПУ в Москві.
Член РКП(б) з червня 1925 року.
У серпні 1925 — вересні 1929 року — шліфувальник, голова фабричного комітету фабрики імені Дзержинського в Москві. У 1929 році закінчив Пречистенський робітничий факультет у Москві.
У вересні 1929 — березні 1934 року — студент Московського інституті кольорових металів і золота.
У березні 1934 — квітні 1936 року — інженер-металург, головний інженер Московського авіаційного заводу № 34.
У квітні 1936 — травні 1938 року — аспірант Московського інституті кольорових металів і золота. У 1938 році — інженер Центральної науково-дослідної лабораторії «Головкольорметобробка».
У травні 1938 — жовтні 1939 року — 1-й секретар Східно-Казахстанського обласного комітету КП(б) Казахстану в місті Семипалатинську. У жовтні 1939 — березні 1940 року — 1-й секретар Організаційного бюро ЦК КП(б) Казахстану по Східно-Казахстанській області в місті Усть-Каменогорську. 6 березня 1940 — 5 вересня 1944 року — 1-й секретар Східно-Казахстанського обласного комітету КП(б) Казахстану в місті Усть-Каменогорську.
У серпні — вересні 1944 року — в резерві ЦК ВКП(б) у Москві.
У вересні 1944 — грудні 1947 року — 1-й секретар Єнакіївського міського комітету КП(б)У Сталінської області.
З грудня 1947 по березень 1948 року не працював, проживав у місті Єнакієво. У березні — листопаді 1948 року — заступник директора Єнакіївського цементного заводу Сталінської області.
У листопаді 1948 — серпні 1949 року — керуючий, у серпні 1949 — червні 1951 року — заступник керуючого тресту «Новоросцемент» у місті Новоросійську Краснодарського краю.
З червня 1951 року — директор Верхньобаканського цементного заводу «Первомайський» селища Верхньобаканський Краснодарського краю.
Потім — на пенсії в місті Москві. Партійні документи погашені Московським міським комітетом КПРС у вересні 1967 року як на померлого.

## Нагороди
- орден Трудового Червоного Прапора
- ордени
- медалі